# یخ‌ماهی دریارو
یخ‌ماهی دریارو (نام علمی: Pseudaphritis urvillii) نام یک گونه از راسته سوف‌ماهی‌سانان است.